# Kalervo Palsa
Huugo Kalervo Palsa (* 12. März 1947 in Kittilä; † 3. Oktober 1987 ebenda) war ein finnischer Maler des phantastischen Expressionismus. Seine Gemälde sind geprägt von einem tiefen Pessimismus, haben jedoch auch Momente des Absurden. Palsa wurde einem weiteren Kreis von Kunstinteressierten erst posthum bekannt.

## Leben
Palsa wurde 1947 in Kittilä in der weit nördlich gelegenen finnischen Provinz Lappland geboren; sein Geburtsname war Huugo Kalervo Palsa. Im Jahr 1963 – Palsa war 16 Jahre alt – starb sein Vater. 1967 wurde seine Kunst das erste Mal öffentlich gezeigt: die Gelegenheit bot die einmal jährlich stattfindende Ausstellung lappischer Kunst in der Bücherei von Rovaniemi. Palsa starb im Alter von 40 Jahren an Lungenentzündung in einer Hütte in Kittilä, die er als Atelier nutzte.

## Werk
Seine Werke zeigen häufig tote Menschen und Schädel, außerdem zahllose Darstellungen übergroßer männlicher Geschlechtsteile und vergewaltigungsartige Szenen, manchmal auch eine Kombination der drei Motive. Palsa arbeitete vorwiegend in zwei Medien: in Öl und in Comic-artigen graphischen Techniken. 

### Zitate
- Lempipuuhiani niin ikään runkkaamisen ja maalaamisen lisäksi oli kuseminen sillalta, mieluummin virtaavaan veteen, myötävirtaan. – Kalervo Palsa (Übersetzung: "Mein liebster Zeitvertreib – neben der Masturbation und der Malerei – war es, von einer Brücke zu pissen, am liebsten in fließendes Wasser, stromabwärts.")
- Ei riitä että maalaa kukkia, täytyy maalata hirttosilmukoitakin. – Kalervo Palsa (Übersetzung: "Es reicht nicht, Blumen zu malen, man muss auch Henkersknoten malen.")
- Minä olen myytti. – Kalervo Palsa. Dieses Zitat aus einer Tagebuchaufzeichnung (datiert auf den 24. April 1987, also ein halbes Jahr vor seinem Tod) wurde von den Kuratoren der Palsa-Retrospektive im Kiasma (2002) als Motto der Ausstellung gewählt. (Übersetzung: "Ich bin ein Mythos.")

## Ausstellungen
- 2002: Kalervo Palsa. toinen tuleminen Kiasma, Helsinki (Zweite Ankunft, Einzelausstellung[2])
- 2013: Kalervo Palsa. Es reicht nicht, Blumen zu malen, man muss auch Henkersknoten malen. Kunstquartier Bethanien, Berlin. Katalog.